# Strahovské nádvoří
Strahovské nádvoří na Hradčanech v Praze tvoří prostor mezi Strahovským klášterem a komplexem budov severně a západně od něj. Hlavní vstup z ulice Dlabačov tvoří barokní brána z roku 1742, dílo českého architekta a stavitele italského původu Anselma Luraga (1701–1765). Další vstup je přes úzké schodiště z ulice Pohořelec.

## Historie a názvy

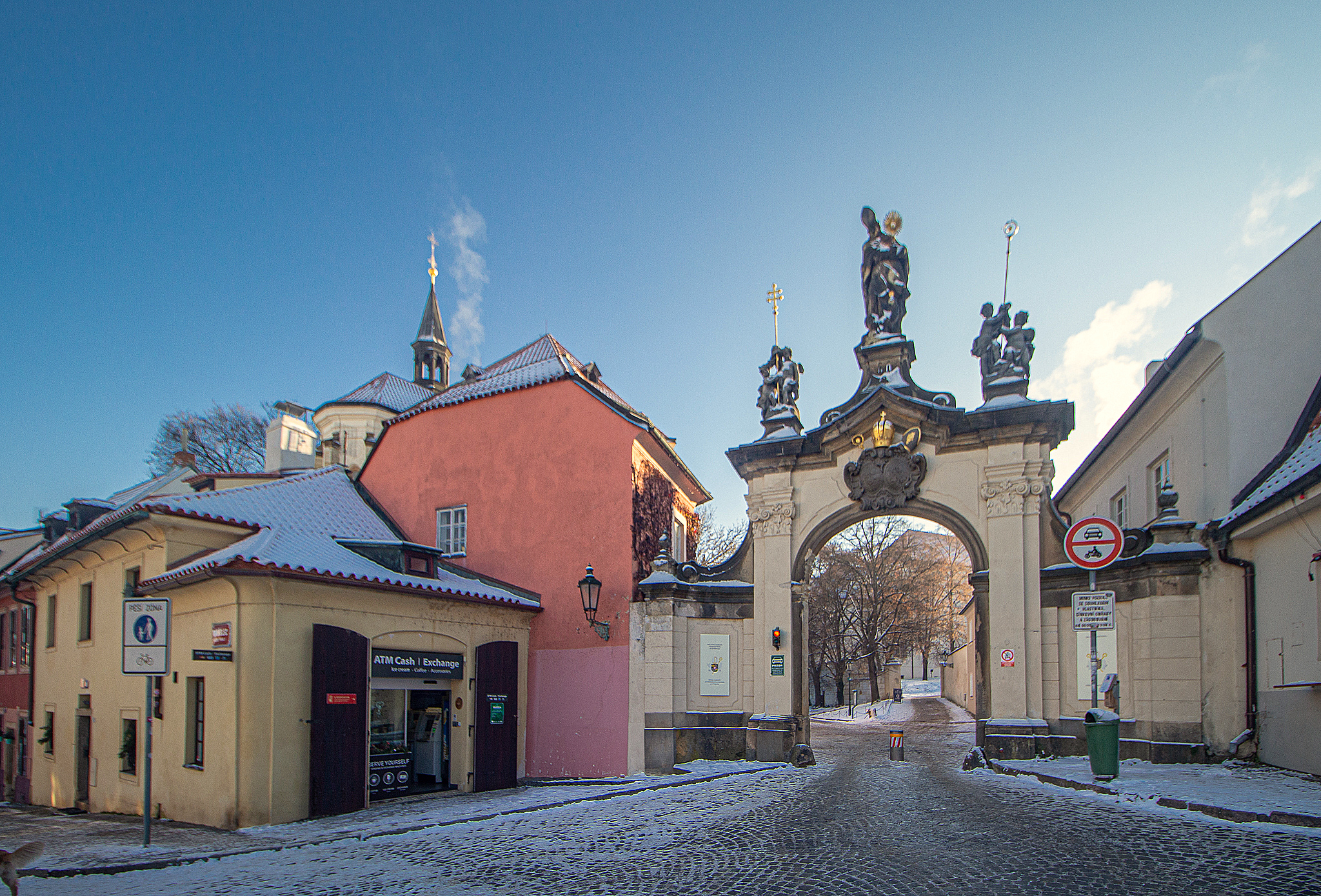
Barokní vstupní brána do nádvoří kláštera

Nádvoří vzniklo po založení kláštera v roce 1143, jsou na něm vzácné historické stavby a instituce, nejvýznamnější je Památník národního písemnictví. Nejnavštěvovanější je Strahovská knihovna, ve které je přes 200 tisíc svazků knih, z toho víc než 3000 rukopisů a 1500 prvopisů.

## Budovy, firmy a instituce
- Strahovský klášter a Strahovská knihovna – Strahovské nádvoří 1[4][5]
- Klášterní pivovar Strahov – Strahovské nádvoří 10[6]
- Velká klášterní restaurace – Strahovské nádvoří 11[7]
- hotel Monastery – Strahovské nádvoří 13[8]
- Bazilika Nanebevzetí Panny Marie – Strahovské nádvoří[9]
- Kostel svatého Rocha – Strahovské nádvoří[10]